# Hidrogen

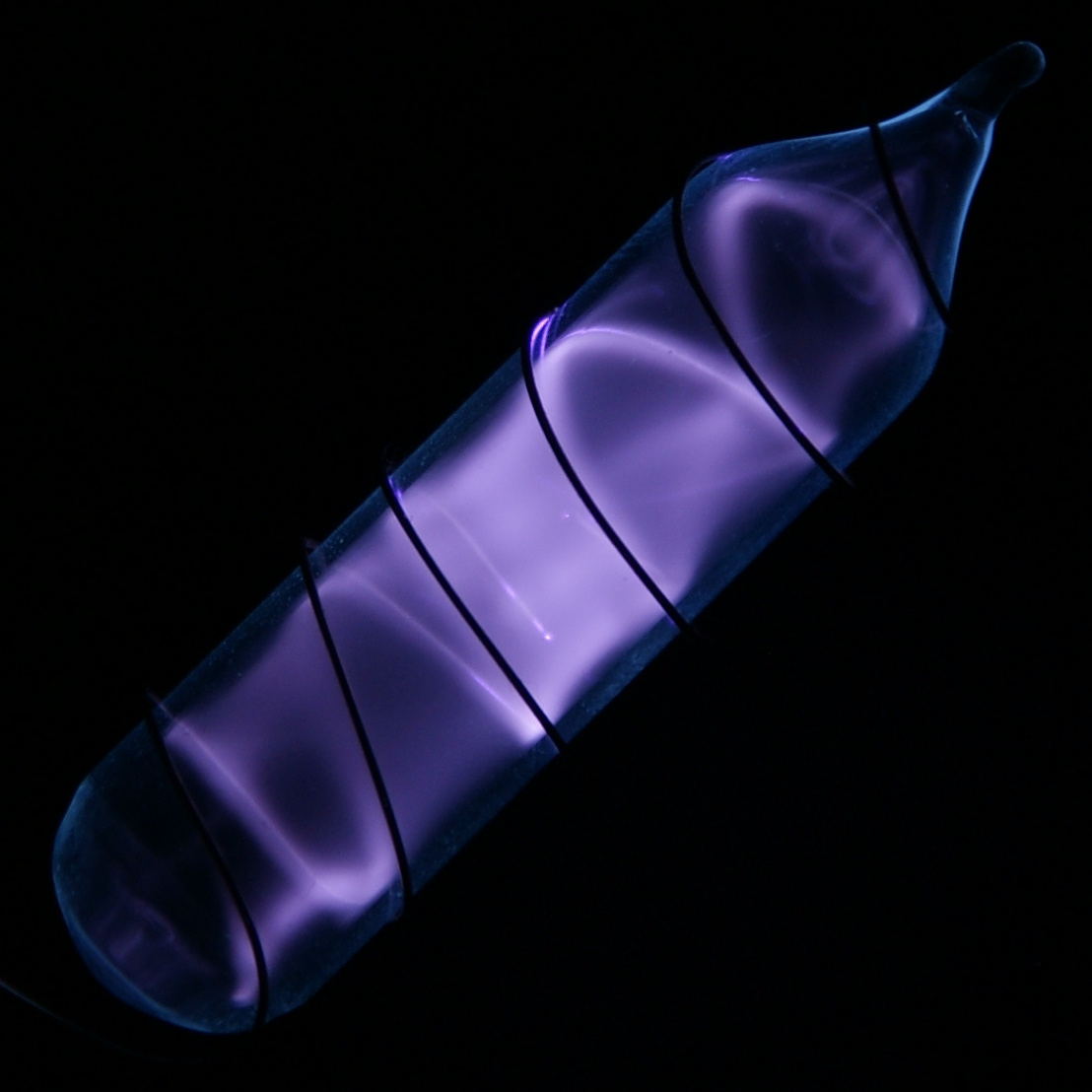
Liniile spectrale de hidrogen

Hidrogenul este elementul chimic în tabelul periodic al elementelor cu simbolul H și numărul atomic 1. Este un gaz ușor inflamabil, incolor, insipid, inodor, iar în natură se întâlnește mai ales sub formă de moleculă diatomică, H2. Având masa atomică egală cu 1,00794 u.a.m., hidrogenul este cel mai ușor element chimic. Etimologic, cuvântul hidrogen este o combinație a două cuvinte grecești, având semnificația de „a produce apă”.
Hidrogenul elementar este principala componentă a Universului, având o pondere de 75 % din masa acestuia. În starea de plasmă, se găsește ca element majoritar în alcătuirea stelelor. Hidrogenul elementar este foarte puțin răspândit pe Pământ.
Pentru necesități industriale există diferite procedee de producere, puse la punct din punct de vedere tehnologic sau aflate în fază de laborator. Hidrogenul poate fi obținut prin electroliza apei, procesul necesitând costuri mai mari decât cel de producere prin procesarea gazelor naturale.
Cel mai răspândit izotop al hidrogenului este protiul, care este alcătuit dintr-un singur proton în nucleu și un electron în învelișul electronic. În compușii ionici poate avea sarcină negativă (anion cunoscut sub numele de hidrură, H-) sau sarcină pozitivă H+ (hidron). Hidrogenul formează compuși chimici cu majoritatea elementelor din sistemul periodic și este prezent în apă și în mulți dintre compușii organici. Are un rol important în reacțiile acido-bazice, acestea bazându-se pe schimbul de protoni între molecule. Fiind singurul atom pentru care este cunoscută o soluție analitică a ecuației lui Schrödinger, prezintă un rol major în fundamentarea teoriei mecanicii cuantice.
Hidrogenul este un gaz puternic reactiv și își găsește aplicații datorită capacității sale chimice de reducător. Hidrogenul se folosește în industria petrochimică la producerea benzinelor, în industria chimico-alimentară pentru hidrogenarea grăsimilor (de exemplu producerea margarinei), în prelucrările mecanice ale metalelor și în tratamentul termic al acestora.
Hidrogenul a fost testat pentru folosirea alternativă în vehiculele echipate cu motoare cu ardere internă. Avantajul său principal constă în faptul că este ecologic, din arderea sa rezultând vapori de apă. Dezavantajele constau în pericolul mare de explozie (între 4 și 75 % hidrogen în amestec cu aerul), dificultatea stocării în vehicule și lipsa unei infrastructuri de stații de alimentare cu hidrogen. Poate fi folosit pentru producerea directă a electricității, prin intermediul pilelor de combustie.
În anul 2019 a fost descoperit primul compus format în univers la cca 300.000 ani după Big Bang, ionul hidrură de heliu (HeH+) (în engleză „helium hydride ion”). Este o combinație între un atom de heliu și un proton (atom de hidrogen fără electroni). Descoperirea s-a făcut ajutorul observatorului astronomic SOFIA (Stratospheric Observatory for Infrared Astronomy, plasat în stratosferă, o cooperare germano-americană) în nebuloasa planetară NGC 7027.

## Descoperire
Hidrogenul a fost descoperit de către chimistul și fizicianul englez Henry Cavendish în 1766, în urma unui experiment în care studia reacțiile dintre mercur și un acid. La amestecarea celor două substanțe, observa apariția unor mici bule de gaz în amestec. Acest aspect l-a determinat să efectueze o cercetare suplimentară, numind substanța necunoscută „aer inflamabil”. În 1781 a descoperit că acest element produce apă atunci când arde.
O analiză mai detaliată a fost făcută de către Antoine Lavoisier, care descoperă gazul independent de Cavendish în urma unui experiment ce urmărea determinarea masei pierdute sau create în urma unei reacții chimice. Cercetătorul a încălzit apa într-un recipient închis, vaporii formați condensându-i într-un alt recipient. Cantitatea pierdută a fost atribuită degajării unui gaz (H2). Chimistul francez a observat că „aerul inflamabil” al lui Cavendish în combinație cu oxigenul formează picături de apă, conform lui Joseph Priestley. Lavoisier a numit gazul „hidrogen”, nomeclatura fiind de origine greacă (ὕδωρ, hydro înseamnă apă, iar γίγνομαι, gignomai înseamnă a naște, a crea).

### Rolul în teoria cuantică

Primele patru linii spectrale ale seriei Balmer (domeniul vizibil)

Datorită structurii atomice relativ simple, constituit dintr-un proton și un electron, atomul de hidrogen împreună cu spectrul luminii emise de el, au reprezentat un domeniu central al dezvoltării teoriei structurii atomice. În plus, simplitatea moleculei de H2 și a cationului H+ au condus la înțelegerea completă a naturii legăturii chimice ce a urmat imediat după dezvoltarea studiului atomului de hidrogen în mecanica cuantică (mijlocul anilor 1920).
Maxwell a observat că la H2, sub temperatura mediului ambiant, valoarea căldurii molare se abate inexplicabil de la aceea a unui gaz diatomic, iar la temperaturi criogenice se apropie din ce în ce mai mult de cea a unui gaz monoatomic. Conform teoriei cuantice, această comportare rezultă din distribuția spațială ale nivelurilor de energie de rotație, care la H2 sunt foarte îndepărtate, datorită masei sale mici. Aceste nivele îndepărtate împiedică la temperaturi mici partiția egală (între cei doi atomi ai moleculei) a energiei termice în energie de rotație. Compușii diatomici gazoși formați din atomi mai grei nu au diferențe mari între nivelele energetice de rotație și nu prezintă același efect.

## Proprietăți
Hidrogenul este elementul cu cea mai mică densitate. În formă moleculară (H2) este de aproximativ 14,4 ori mai ușor decât aerul. La presiune normală punctul său de topire este de 14,02 K, iar cel de fierbere este de 20,27 K. Punctul său triplu este la 13,81 K, și 7,042 kPa, iar cel critic la 33,2 K și 1,29 MPa. Solubilitatea în apă este de 1,6 mg/l. Unele proprietăți termodinamice (legate de fenomenele de transport) sunt datorate masei moleculare mici și vitezei termice a unei molecule de 1770 m/s la 25 °C. La temperatura camerei, hidrogenul difuzează cel mai rapid, are cea mai înaltă conductivitate termică și cea mai mare efuziune dintre toate gazele. O viscozitate mai mică au doar trei gaze poliatomice, unul dintre ele fiind n-butan.
Mobilitatea hidrogenului într-o masă solidă este, de asemenea, foarte mare. Astfel, acesta difuzează prin diverse materiale, cum ar fi polietilena și cuarțul. Un important fenomen este acela de difuzie în fier, platină și în alte metale tranziționale. Aceste proprietăți conduc la utilizări tehnice numeroase, dar de asemenea, și la dificultăți legate de transportul, depozitarea și de prelucrare a amestecurilor de hidrogen.

### Ardere
Hidrogenul gazos (în stare de moleculă diatomică) este extrem de inflamabil și la presiune atmosferică se aprinde în aer la concentrații volumetrice cuprinse între 4 % și 75 %, iar în contact cu oxigenul pur între 4,65 % și 93,9 %. Limitele între care apare detonația sunt între 18,2 % și 58,9 % în aer, respectiv între 15 % și 90 % în oxigen. Variația entalpiei în urma arderii (puterea calorifică, căldura de ardere) este de −286 kJ/mol:
{\displaystyle 2H_{2}(g)+O_{2}(g)\to 2H_{2}O(l)+572\ {\mbox{kJ}}\ (286\ {\mbox{kJ/mol}})}
Amestecul dintre oxigen și hidrogen în diferite proporții este exploziv. Hidrogenul se autoaprinde și explodează în contact cu aerul în intervalul de concentrații cuprins între 4 % și 75 %, temperatura de autoaprindere fiind de 560 °C. Flacăra unui amestec pur hidrogen-oxigen emite radiații ultraviolete invizibile cu ochiul liber.
H2 reacționează cu toate elementele oxidante. Acesta poate reacționa spontan și violent la temperatura camerei cu clorul și fluorul, formând HCl și HF.

## Râspândirea în Univers și pe Pământ

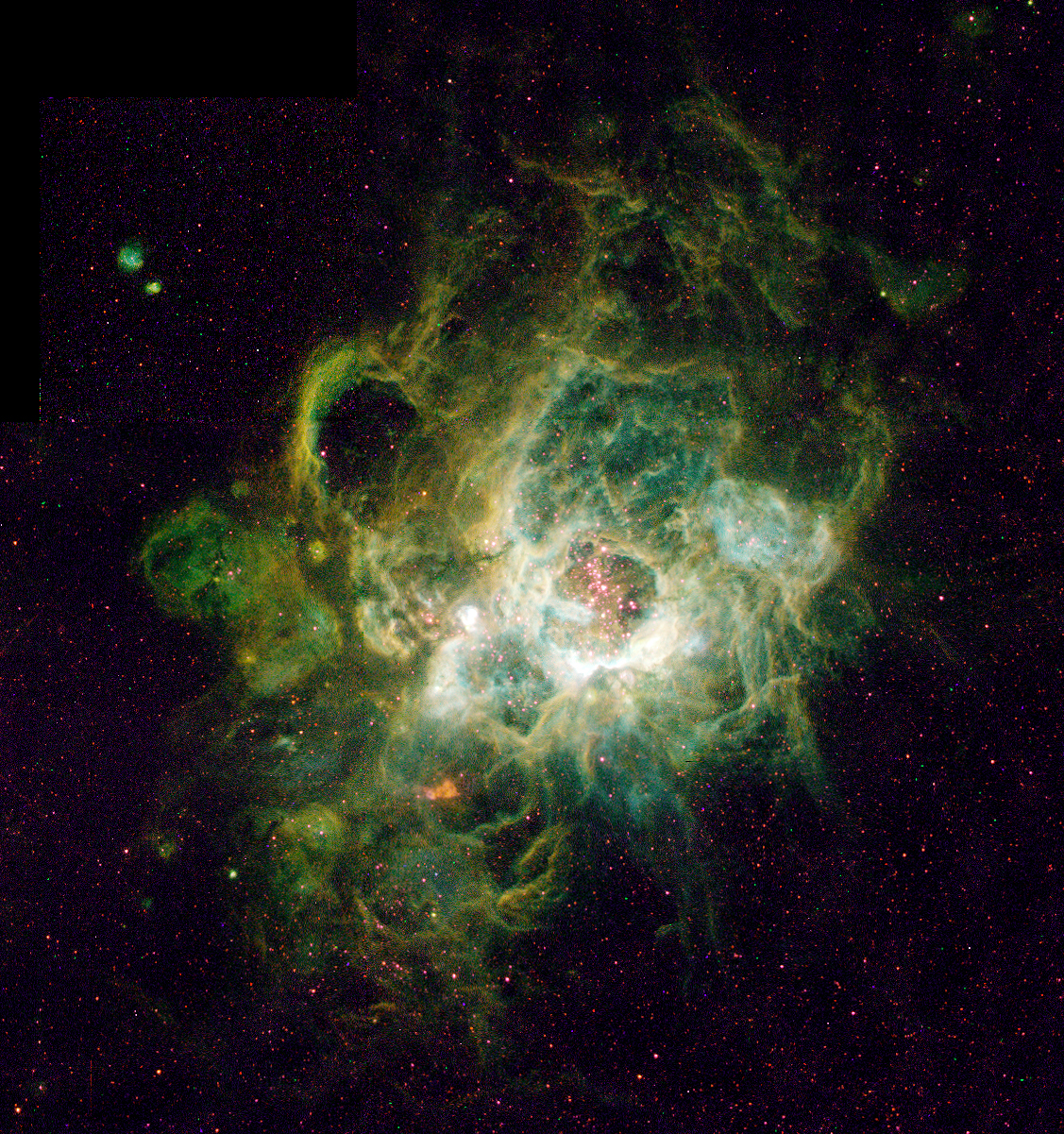
NGC 604, o regiune foarte bogată în hidrogen

Hidrogenul este cel mai răspândit element în univers, reprezentând mai mult de 75 % în masă și mai mult de 90 % după numărul de atomi.
Se găsește în cantități mari în compoziția stelelor și a planetelor gigantice gazoase. Norii moleculari de H2 sunt asociați cu formarea stelelor. Hidrogenul joacă un rol-cheie și în exploziile stelare datorate reacțiilor de fuziune nucleară dintre protoni.
În Univers, hidrogenul este întâlnit mai ales sub forma de atom și în stare de plasmă. Proprietățile acestora sunt diferite față de cele ale moleculei de hidrogen. Electronul și protonul de hidrogen nu formează legături în starea de plasmă, din cauza conductivității electrice diferite și a unei emisii radiative mari (originea luminii emise de Soare și alte stele). Particulele încărcate cu sarcini electrice sunt puternic influențate de câmpurile magnetice și electrice. De exemplu, în vânturile solare particulele interacționează cu magnetosfera terestră, generând curenți Birkeland și produc fenomenul cunoscut sub denumirea de auroră boreală. Hidrogenul se găsește în stare atomică neutră în mediul interstelar, iar cea mai mare cantitate este întâlnită la sistemele Lyman-alpha.
În condiții normale, hidrogenul există pe Pământ sub formă de moleculă diatomică, H2, însă nu este foarte răspândit în atmosfera terestră (în concentrație medie de 1 ppm de volum) din cauza masei mici, astfel forța gravitațională a planetei are un efect foarte slab asupra sa. Totuși, hidrogenul (prin compușii săi) este cel mai răspândit element de la suprafața Terrei. Cei mai întâlniți compuși chimici ai săi sunt hidrocarburile și apa. Hidrogenul gazos este produs de anumite specii de bacterii și alge, acesta fiind componentul principal al flatulenței. Metanul este o importantă sursă de hidrogen.

## Atomul de hidrogen

### Nivelele energetice ale atomului de hidrogen

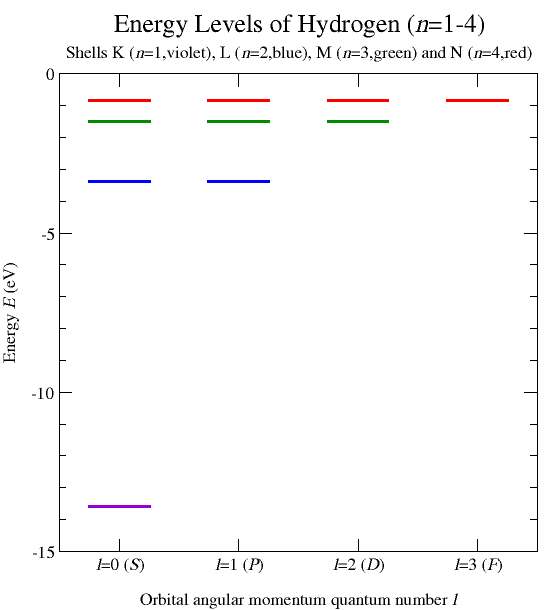
Reprezentarea prin schemele de tranziție a nivelelor energetice ale hidrogenului.

Secțiune dintr-un atom de hidrogen ce arată că diametrul acestuia este de două ori raza atomică calculată cu ajutorul modelului Bohr.

Nivelul energetic fundamental al electronului în atomul de hidrogen are energia egală cu -13,6 eV.
Nivelele superioare se numesc nivele excitate, energia acestora crescând până la 0 eV (valoarea nivelului energetic aflat la infinit), ele se calculează folosind modelul lui Bohr. Acesta consideră că nucleul este fix, iar electronul are o traiectorie circulară în jurul acestuia asemănătoare cu planetele ce gravitează în jurul Soarelui (de unde provine denumirea alternativă de model planetar). Forța electromagnetică atrage electronul și protonul unul spre celălalt, în timp ce corpurile cerești se atrag datorită gravitației. Potrivit condiției de cuantificare a momentului cinetic postulat de Bohr, valoarea momentului cinetic al electronului este multiplu întreg al constantei reduse al lui Planck, de unde rezultă că în cadrul atomului, electronului îi sunt permise anumite orbite cu raze bine stabilite. Această relație de cuantificare explică spectrul discret al nivelelor energetice.
O descriere mai exactă a atomului de hidrogen este dată în fizica cuantică unde se calculează densitatea de probabilitate prin norma funcției de undă a electronului în jurul protonului pe baza ecuației lui Schrödinger sau a formulării lui Feynman cu integrală de drum.

### Izotopii

Protiul, cel mai răspândit izotop al hidrogenului, are un electron, un proton și niciun neutron

Hidrogenul are trei izotopi naturali, 1H, 2H și 3H. Alții, ce au nucleele foarte instabile (4H până la 7H), au fost sintetizați în laborator dar nu au fost observați în natură.
- 1H este cel mai răspândit izotop al hidrogenului, având o pondere de peste 99,98 % în compoziția izotopică naturală al acestui element. Datorită faptului că acesta are în nucleul un singur proton, a fost numit protiu, această denumire fiind însă rar utilizată.[37]
- 2H , celălalt izotop stabil al hidrogenului, este cunoscut și sub numele de deuteriu. Conține în nucleu un proton și un neutron, acest izotop provenind de la Big Bang, continuând să existe până acum datorită stabilității sale. Nu este radioactiv și nu reprezintă o sursă periculoasă de poluare. Apa ce este bogată în dioxid de deuteriu se mai numește și apă grea. Deuteriul și compușii săi sunt utilizați ca etalon în experimente neradioactive și ca solvent în procedeele de spectroscopie RMN.[38] Apa grea este utilizată ca moderator de neutron și ca lichid de răcire pentru reactorii nucleari. Deuteriul este de asemenea folosit drept combustibil pentru fuziune nucleară de larg consum.[39]
- 3H se mai numește și tritiu (mai rar: trițiu); conține în nucleu un proton și doi neutroni. Este radioactiv, rezultând din izotopul Heliu-3 prin dezintegrarea beta și are un timp de înjumătățire de 12,32 ani.[30] Cantități mici din acest izotop sunt răspândite și în natură, acesta rezultând din interacțiunea razelor cosmice cu gazele atmosferice; tritiul este eliberat și în timpul testelor nucleare.[40] Este folosit și în reacții de fuziune nucleară,[41] și pentru evidențierea și studiul de geochimia izotopilor[42] și în dispozitive autogeneratoare de lumină.[43] Tritiul se mai utilizează și în marcarea radioizotopică, în special în domeniul biologiei, medicinei sau geologiei.[44] Dioxidul de tritiu se mai numește și apă supergrea.[45]

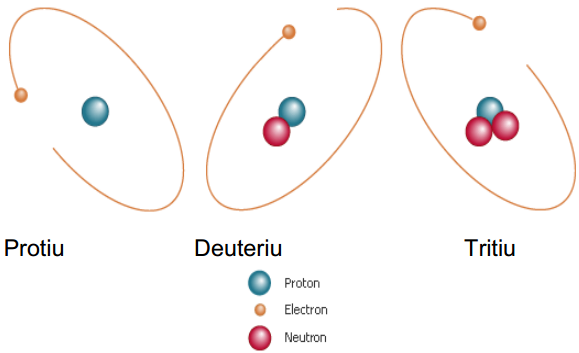
Izotopii atomului de hidrogen

Hidrogenul este singurul element care are nume diferite pentru izotopii săi cei mai răspândiți. Simbolurile D și T (în loc de 2H și 3H) sunt folosite pentru deuteriu și tritiu, dar P este utilizat pentru fosfor, deci nu se poate folosi pentru simbolizarea protiului. IUPAC acceptă atât ambele variante, dar 2H și 3H sunt preferate.

### Spectrul atomic
Emisia spectrală a atomului de hidrogen este caracterizată prin linii spectrale date de formula lui Rydbeg.
Studiul liniilor spectrale este important în mecanica cuantică și la studiul prezenței hidrogenului pentru determinarea deplasării spre roșu.

## Stări moleculare ale hidrogenului
Există doi izomeri de spin ai moleculei de hidrogen care diferă prin spinii relativi ai nucleului. În forma de ortohidrogen, spinii celor doi protoni sunt paraleli și formează un triplet; în forma de parahidrogen, spinii sunt antiparaleli și formează un singlet. La temperatură și presiune standard, hidrogenul gazos conține 25 % parahidrogen și 75 % ortohidrogen („starea normală” a hidrogenului). Proporțiile în care se găsesc orto și parahidrogenul depind de temperatură, dar forma orto este excitată și are o energie mai mare, deci este instabilă și nu poate fi purificată. La temperaturi foarte joase, starea de echilibru e formată aproape în întregime din parahidrogen. Proprietățile fizice ale parahidrogenului pur diferă puțin de cele ale hidrogenului în stare normală. Diferențele dintre formele orto și para se manifestă și în compușii care conțin hidrogen, cum ar fi apa sau metilenul.
Transformarea între orto și parahidrogen ce are loc fără catalizator se desfășoară mai rapid la temperaturi mari, astfel H2 condensat rapid conține o cantitate mare de ortohidrogen care se convertește în parahidrogen foarte încet. Proporția de orto/para în hidrogenul molecular (H2) condensat este un factor important în prepararea și stocarea hidrogenului lichid; conversia din orto în parahidrogen este un proces exoterm, prin care se degajă suficientă căldură pentru a evapora hidrogenul lichid, astfel pierzându-se materialului lichefiat. Catalizatorii utilizați la această transformare, cum ar fi oxidul feric, carbonul activat, azbestul platinizat, compuși ai uraniului, metale rare, oxidul de crom, câțiva compuși ai nichelului, sunt utilizați în timpul răcirii hidrogenului.
O formă moleculară numită molecula protonată de hidrogen sau H3+ este întâlnită în mediul interstelar, fiind produsă prin ionizarea moleculei de hidrogen de către razele cosmice. De asemenea, a fost observată și în straturile superioare ale planetei Jupiter. Această moleculă este relativ stabilă în afara Terrei datorită temperaturii scăzute și a densității ridicate. H3+ este unul din cei mai răspândiți ioni din Univers, jucând un rol important în chimia mediului interstelar.

### Hidrogenul metalic
În general, hidrogenul este considerat drept un nemetal, însă la temperaturi joase și la presiuni mari unele din proprietățile sale se aseamănă cu cele ale metalelor. Hidrogenul metalic a fost obținut pentru prima oară în 1973 la o presiune de 2,8 Mbar și la 20 K. Aliajul SiH4 cu structură metalică a fost obținut în 2008, descoperindu-se că este un foarte bun conductor electric, în conformitate cu predicțiile anterioare ale lui N. W. Ashcroft. În acest compus, chiar și la presiuni moderate, hidrogenul are o structură cu o densitate ce corespunde cu cea a hidrogenului metalic.

## Compușii hidrogenului

### Compușii covalenți și cei organici
Chiar dacă H2 nu este foarte reactiv în condiții obișnuite, el formează compuși cu majoritatea elementelor. Se cunosc milioane de hidrocarburi, dar acestea nu se obțin prin reacția directă dintre elemente (carbon și hidrogen), deși producerea gazului de sinteză în procedeul Fischer-Tropsch poate fi considerată aproape o excepție deoarece procesul folosește carbonul din cărbunele, iar hidrogenul poate fi generat în proces din apă. Hidrogenul poate forma compuși cu elementele mai electronegative decât el, cum ar fi halogenii; în acest tip de compuși, hidrogenul prezintă o sarcină pozitivă parțială. Când se leagă de fluor, oxigen sau azot, hidrogenul participă la formarea unei legături puternice numite legătură de hidrogen, ce este un factor important în stabilitatea multor molecule biologice. Hidrogenul poate forma compuși și cu elementele mai puțin electronegative, cum ar fi metalele sau semimetalele, având o sarcină parțial negativă. Acești compuși sunt cunoscuți sub numele de hidruri.
Hidrogenul formează o varietate de compuși cu carbonul. Datorita asocierii în general a acestora cu organismele vii, aceștia sunt numiți compuși organici; cu studierea lor se ocupă chimia organică, iar cu studiul rolului lor în organismele vii - biochimia. În unele definiții „organic” se referă doar la un compus ce conține carbon. Însă majoritatea substanțelor organice prezintă și hidrogen, iar legătura carbon-hidrogen determină multe din particularitățile lor. De aceea, legăturile carbon-hidrogen sunt prezente în unele definiții ale cuvântului „organic”.
În chimia anorganică hidrurile pot reprezenta catene de legături între doi ioni metalici ai unei combinații complexe. Această funcție se întâlnește la elementele din grupa 13, cu precădere la boruri și compușii complecși ai aluminiului.

### Hidruri
Compușii hidrogenului sunt adesea numiți „hidruri”, acest termen fiind uneori impropriu utilizat. „Hidrură” definește o substanță în care atomul de H are caracter anionic sau sarcină negativă, deci H−, fiind utilizat pentru compușii hidrogenului cu un element mai electropozitiv. Existența anionului hidrură, sugerată de Gilbert N. Lewis în 1916 pentru elementele din prima grupă și a doua principală, a fost pusă în evidență în 1920 de către Moers prin electroliza topiturii de hidrură de litiu (LiH), când a fost produsă o cantitate stoechiometrică de hidrogen la anod.
Pentru hidrurile altor elemente, termenul este ambiguu, luând în considerare electronegativitatea hidrogenului. Excepție face BeH2, care este un polimer. În hidrura de litiu și aluminiu, anionul AlH4− are centre de hidrură atașate puternic de aluminiu. Chiar dacă hidrogenul poate forma hidruri cu toate elementele din grupele principale, numărul și combinațiile posibile diferă de la o grupă la alta. Hidrura de indiu nu a fost încă identificată, însă există o multitudine de compuși complecși ai săi.

### Protoni și acizi
Oxidarea hidrogenului, adică îndepărtarea electronului său, decurge teoretic cu formarea H+, ion ce nu conține niciun electron în învelișul electronic și un proton în nucleu. De aceea, H+ este adesea numit „proton” și are un rol important în teoria protonică a acizilor. Conform teoriei Bronsted-Lowry, acizii sunt acele substanțe care cedează protoni, iar bazele sunt acceptori de protoni. 
Protonul H+ nu poate exista liber, ci doar în soluții sau în cristale ionice, datorită afinității foarte mari pentru electronii altor elemente. Uneori, termenul de „proton” este utilizat impropriu pentru a se referi la hidrogenul cu sarcină pozitivă sau cationul de hidrogen legat de alte specii moleculare. Pentru a se evita implicarea existența unică a „protonului solvatat” în soluții, se consideră că soluțiile apoase cu caracter acid conțin ionul hidroniu (H3O+). Totuși, unii cationi solvatați ai hidrogenului sunt mai degrabă organizați în molecule de tipul celei de H9O4+. Alți ioni oxoniu se formează când apa formează soluții cu alți solvenți. Deși nu se întâlnește pe Pământ, ionul H3+ (cunoscut sub numele de hidrogen molecular protonat sau cationul triatomic de hidrogen) este una dintre cele mai răspândite specii chimice în restul universului.

## Obținere
H2 este produs în laboratoarele de chimie și cele de biologie, fiind adesea un produs secundar al unei reacții; în industrie pentru hidrogenarea substanțelor nesaturate; în natură ca metodă de a reduce echivalenții în reacțiile biochimice.

### Laborator
În laborator, H2 este de obicei obținut prin reacția metalelor cu acizii în aparatul Kipp.
{\displaystyle Zn+2H^{+}\to Zn^{2+}+H_{2}}
Aluminiul poate produce H2 prin tratarea cu baze:
{\displaystyle 2Al+6H_{2}O+2OH^{-}\to 2Al(OH)_{4}^{-}+3H_{2}}
Electroliza apei este o metodă simplă de a produce hidrogen. Un curent de joasă tensiune trece prin apă, iar oxigenul gazos se formează la anod, în timp ce hidrogenul gazos apare la catod. De obicei la producerea hidrogenului, catodul este confecționat din platină. Dacă se realizează și arderea, oxigenul este preferat pentru oxidare, astfel ambii electrozi sunt confecționați din metale inerte. Eficiența maximă (electricitatea utilizată raportată la cantitatea de hidrogen produsă) este de 80 % – 94 %.
{\displaystyle 2H_{2}O(l)\to 2H_{2}(g)+O_{2}(g)}
În 2007 s-a descoperit că un aliaj format din aluminiu și galiu în forma granulară în reacție cu apa poate fi folosit pentru a produce hidrogen. Din acest proces mai rezultă de asemenea și alumină, însă galiul scump, ce previne apariția stratului de oxid, poate fi refolosit. Acest lucru are o mare importanță în economia hidrogenului, deoarece acesta poate fi produs la locul de lucru și nu trebuie transportat.

### Industrial
Cea mai importantă (din punct de vedere economic) metodă de obținere a hidrogenului este extragerea acestuia din hidrocarburi. Cea mai mare parte a hidrogenului obținut în mod industrial provine din reformarea vaporilor gazelor naturale. La temperaturi ridicate (700 – 1100 °C; 1300 – 2000 °F), apa în stare de vapori reacționează cu metanul, rezultând monoxid de carbon și H2:
{\displaystyle CH_{4}+H_{2}O\to CO+3H_{2}}
Această reacție se realizează ușor la presiune joasă, dar de obicei se realizează la presiuni mari (20 bar), deoarece la aceste presiuni se desfășoară aplicațiile uzuale ale hidrogenul astfel obținut.
Amestecul rezultat se numește gaz de sinteză deoarece este utilizat pentru obținerea directă a metanolului și a compușilor săi. Și alte hidrocarburi în afară de metan pot produce gaz de sinteză în diferite proporții. O problemă ce apare în această tehnologie este formarea cocsului sau a carbonului:
{\displaystyle CH_{4}\to C+2H_{2}}
Această reacție decurge de obicei cu formarea unui exces de H2O. Hidrogenul adițional poate fi recuperat din vapori utilizându-se monoxidul de carbon în reacție cu gazul de apă pe un catalizator de oxid de fier. Procesul este și o metodă de obținere a dioxidului de carbon:
{\displaystyle CO+H_{2}O\to CO_{2}+H_{2}}
Alte metode importante de obținere a H2 sunt oxidarea parțială a hidrocarburilor:
{\displaystyle 2CH_{4}+O_{2}\to 2CO+4H_{2}}
și reacția cărbunelui cu apa:
{\displaystyle C+H_{2}O\to CO+H_{2}}
Uneori, hidrogenul este fabricat și consumat în timpul aceluiași proces, fără a mai fi separat. În procedeul Haber pentru obținerea amoniacului, hidrogenul provine din la gazul natural. Din electroliza saramurii pentru a produce clor se obține și hidrogen ca produs secundar.

### Termochimie
Există mai mult de 200 de cicluri termochimice care pot fi folosite pentru descompunerea apei. Sunt studiate unele dintre acestea, cum ar fi ciclul oxidului de fier, ciclul oxid de ceriu (IV)-ceriu (III), ciclul zinc-oxid de zinc, ciclul sulfură-iod, ciclul cupru-clor și ciclul sulfurii hibride, fiind în stadiul de testări pentru a produce hidrogen și oxigen din apă folosind căldura, fără a se utiliza electricitatea. Numeroase laboratoare (inclusiv în Franța, Germania, Grecia, Japonia și Statele Unite ale Americii) dezvoltă metode termochimice de producere a hidrogenului din energie solară și apă.

## Reacții biochimice

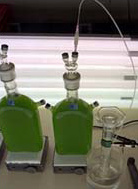
Un bioreactor de alge pentru producerea hidrogenului.

H2 se obține în urma unor metabolisme anaerobe și este produs de anumite microorganisme, de obicei prin cataliza enzimelor ce conțin fier sau nichel. Cu ajutorul acestor enzime, numite hidrogenaze, se obține hidrogen în urma procesului de fotosinteză. Gena introdusă ajută frunza să descompună molecula de apă în elementele componente. Algele folosite sunt plante unicelulare care produc, în mod natural, cantități mici de hidrogen în timp ce își extrag energia necesară din lumina Soarelui. David Tiede, unul dintre inventatorii acestei metode, afirmă că algele produc hidrogen ca să se apere de radicalii liberi rezultați în urma fotosintezei, care altfel le-ar oxida părți vitale ale celulei. Dar, dacă hidrogenaza este stimulată chimic și dacă algele sunt plasate în recipiente de sticlă și expuse luminii solare, ele produc mai mult hidrogen, iar acesta poate fi recoltat, iar apoi îmbuteliat cu ajutorul unei pompe. Profesorul Thomas Rauchfuss, de la Universitatea din Illinois, cel care a propus tipul exact de proteină sintetică necesar procesului, a declarat: „Cultivarea algelor modificate genetic, în care s-a introdus proteina sintetică, s-a dovedit a fi extrem de stabilă. Algele nu degenerează și nu revin la specia anterioară. Procesul are o mulțime de beneficii în comparație cu obținerea altor plante din care se extrag biocombustibili. Algele pot fi crescute în recipiente transparente plasate în deșert sau pe acoperișul caselor. Ele nu au nevoie de teren și nu intră în competiție cu producția de alimente”. La unele specii de alge, cum ar fi Chlamydomonas reinhardtii sau cyanobacteria, la întuneric, protonii și electronii sunt reduși pentru a forma H2 gazos cu ajutorul hidrogenazei în cloroplast.

## Utilizări
Anual se înregistrează un consum mondial de hidrogen de peste 500 miliarde metri cubi normali în diverse scopuri și în diferite domenii. 
În afara utilizării ca reactant, hidrogenul are multe aplicații în inginerie și fizică. Se utilizează la sudură, iar datorită bunei conductivități termice este folosit ca agent de răcire în generatoare electrice din centralele electrice. H2 lichid are un rol important în cercetările din criogenie, inclusiv în studiile legate de superconductivitate. Molecula de hidrogen, având o densitate de 15 ori mai mică decât cea a aerului, a fost întrebuințată drept gaz portant pentru baloane și dirijabile.
De asemenea, este materie primă în diverse tehnologii: de reducere a minereurilor, de fabricare a amoniacului și în procedeele de hidrogenare. Hidrogenul are aplicații și în industria automobilelor, chimică, aerospațială și de telecomunicații.

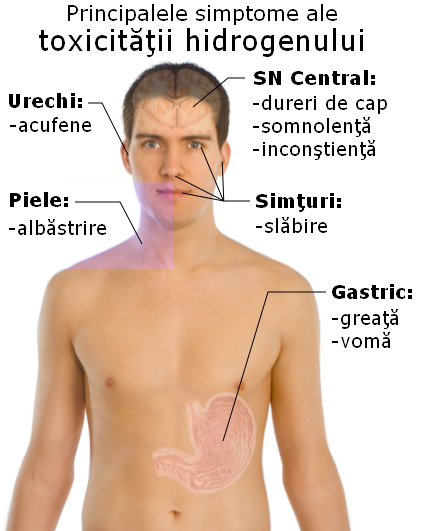
Inhalarea aerului bogat în hidrogen poate produce asfixierea.

Izotopii hidrogenului au aplicații specifice. Deuteriul din compoziția apei grele este utilizat în reacțiile de fisiune nucleară ca moderator pentru încetinirea neutronilor. Compușii acestuia se folosesc în cadrul studiilor ce urmăresc efectele reacțiilor izotopice. Tritiul, produs în reactoarele nucleare, se folosește în producerea bombelor cu hidrogen, în marcare izotopică și ca sursa de iradiere pentru vopselele fosforescente.

## Aspecte de securitate și sănătate
Hidrogenul poate forma amestecuri explozive cu aerul și reacționează violent cu oxidanții. În cazul inhalării în cantități foarte mari, poate produce asfixierea, pierderea mobilității motrice și a cunoștinței. Scurgerea hidrogenului gazos în atmosferă poate cauza autoaprinderea sa. Flacăra de hidrogen este invizibilă, acest lucru putând produce arsuri accidentale.
Multe proprietăți fizice și chimice ale hidrogenului depind de proporția de orto/parahidrogen. Uneori durează săptămâni pentru a atinge starea de echilibru a acestor alotropi. Valorile critice de temperatură și presiune la care are loc deflagrația hidrogenului depind de forma recipientului.